# بوزکوو
بوزکوو (به چکی: Bozkov) یک منطقهٔ مسکونی در جمهوری چک است که در ناحیه سمیلی واقع شده‌است. بوزکوو ۵۸۰ نفر جمعیت دارد و ۵۷۸ متر بالاتر از سطح دریا واقع شده‌است.